# 小行星6301
小行星6301（英語：6301）是一颗围绕太阳公转的小行星。1989年1月29日，茲丹卡·瓦弗洛娃在克列特发现了此天体。
这颗小行星的绝对星等为243.58770等。